# Antoni Opelewski
Antoni Opelewski herbu Kościesza odmieniona (ur. i zm. XVIII w.) – polski prawnik, patron przy sądach zadwornych, pisarz sądu nuncjatorskiego, instygator kurii biskupiej płockiej, sekretarz królewski.

## Życiorys
W młodym wieku rozpoczął praktykę jako podpisek w Metryce Koronnej. W imieniu instygatora koronnego występował w sprawach prowadzonych przez komisje dobrego porządku. Nobilitowany na sejmie w 1768. W 1771 był jednym z instygatorów w procesie o zamach na króla Stanisława Augusta, wykazując wszechstronną znajomość prawa oraz współczesnej literatury prawniczej. W 1773 biskup płocki Michał Jerzy Poniatowski ustanowił go instygatorem kurii biskupiej. 

## Twórczość
1. Replika z Strony UU. Jnstygatorow Oboyga Narodow y ich Delatorow na odpowiedź Maryanny Łukawskiey o społeczeństwo Kroloboystwa obwinioney, w Sądach Seymowych Dnia 30. lipca 1773. miana [b.m.w., b.d.w.].